# Eiszeitliches Wildgehege Neandertal

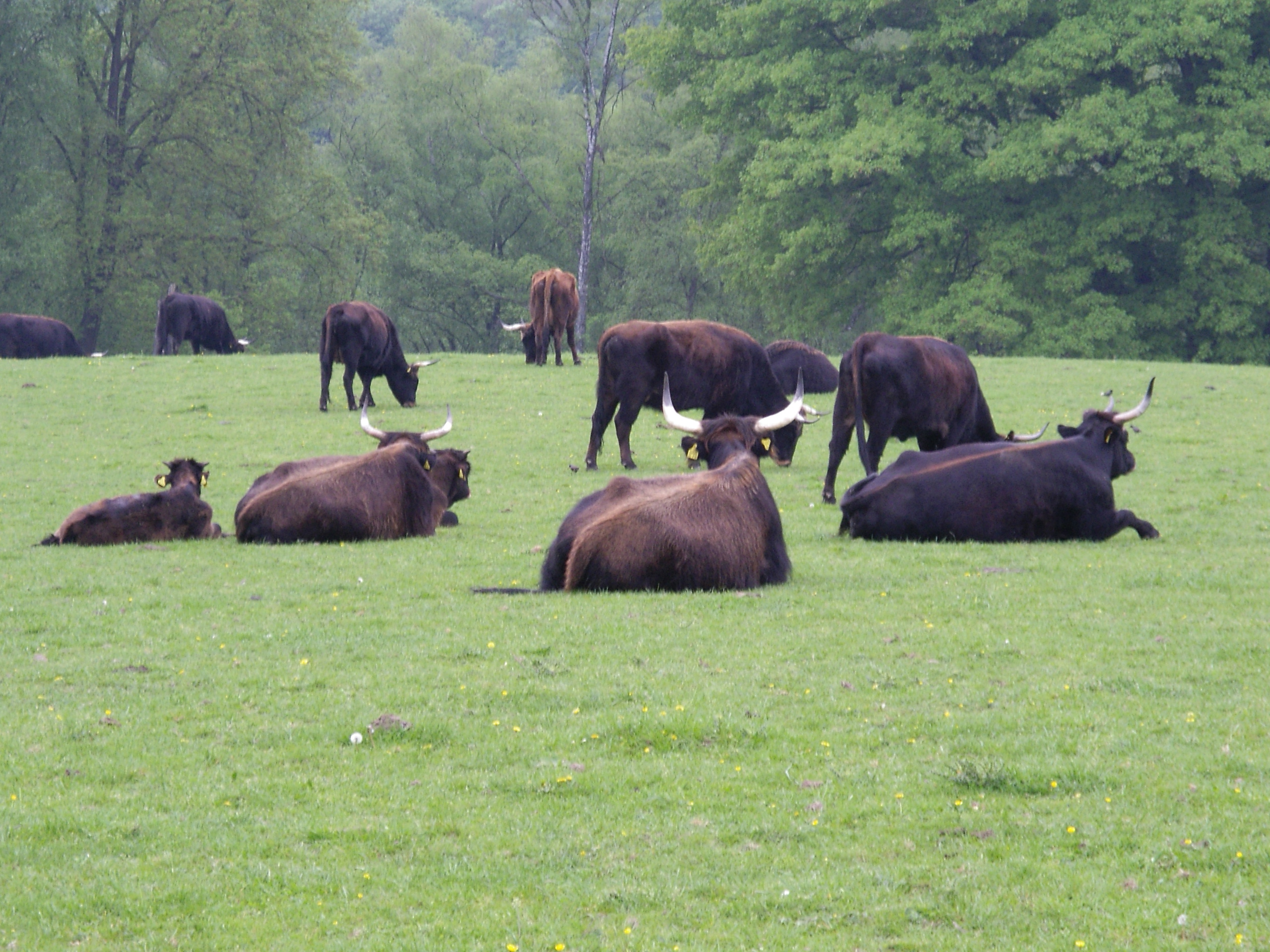
Heckrinder

Das Eiszeitliche Wildgehege Neandertal ist ein 1935 gegründetes, ca. 23 Hektar großes Wildgehege im Neandertal bei Düsseldorf.
Die im Wildgehege lebenden Heckrinder, Heckpferde und Wisente leben unter weitgehend natürlichen Bedingungen. Zur Zeit des Neandertalers gab es hier ebenfalls Wisente sowie die in historischer Zeit ausgerotteten Auerochsen und Tarpane, die den Urmenschen als Jagdbeute dienten. Bei den Heckrindern und -pferden handelt es sich um Abbildzüchtungen, die in Aussehen und Verhalten den Auerochsen und Wildpferden nahekommen sollen. Sie werden auf den Hinweistafeln irreführenderweise mit der Wildform gleichgesetzt.
Im Wildgehege, das im Naturschutzgebiet Neandertal liegt, können weitere freilebende Tiere wie Graureiher, Baumfalken und Siebenschläfer beobachtet werden.
Die Spazierwege rund um das Wildgehege stehen ganzjährig kostenlos zur Verfügung. Ein gut eine Stunde langer Rundweg führt am Gehege entlang zur Steinzeitwerkstatt in der Nähe des Neanderthal Museums. Durch das Wildgehege fließen die Düssel und der Hofheider Bach.
Der Zweckverband Wildgehege Neandertal ist der Betreiber des Wildgeheges. Mitglieder des Zweckverbandes sind die Städte Düsseldorf, Wuppertal, Mettmann, Haan und Erkrath, der Kreis Mettmann und der Naturschutzverein Neandertal, welcher Eigentümer der Tiere ist.

## Bilder

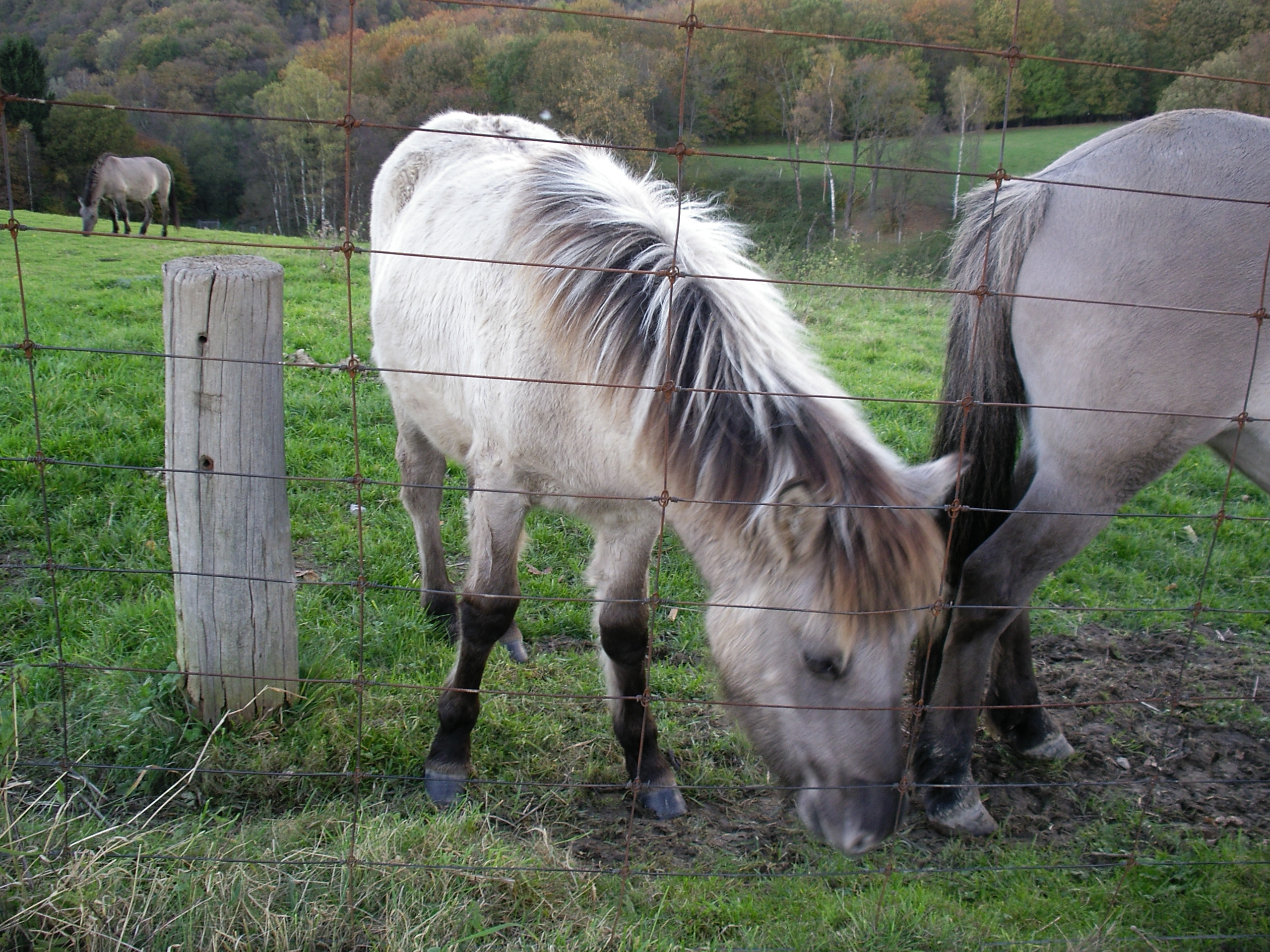
Heckpferd
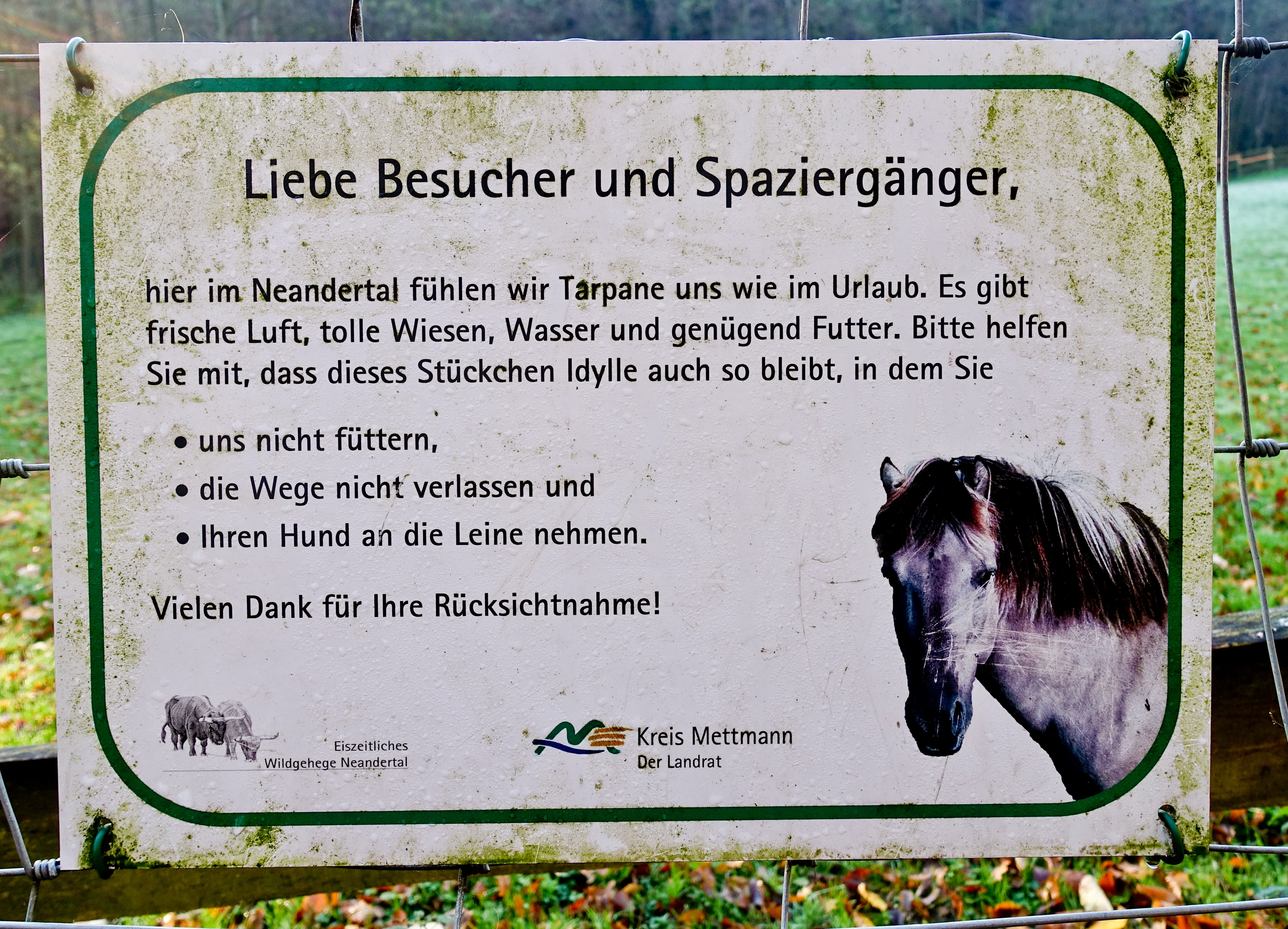
Irreführendes Hinweisschild „Tarpane“ statt Heckpferde
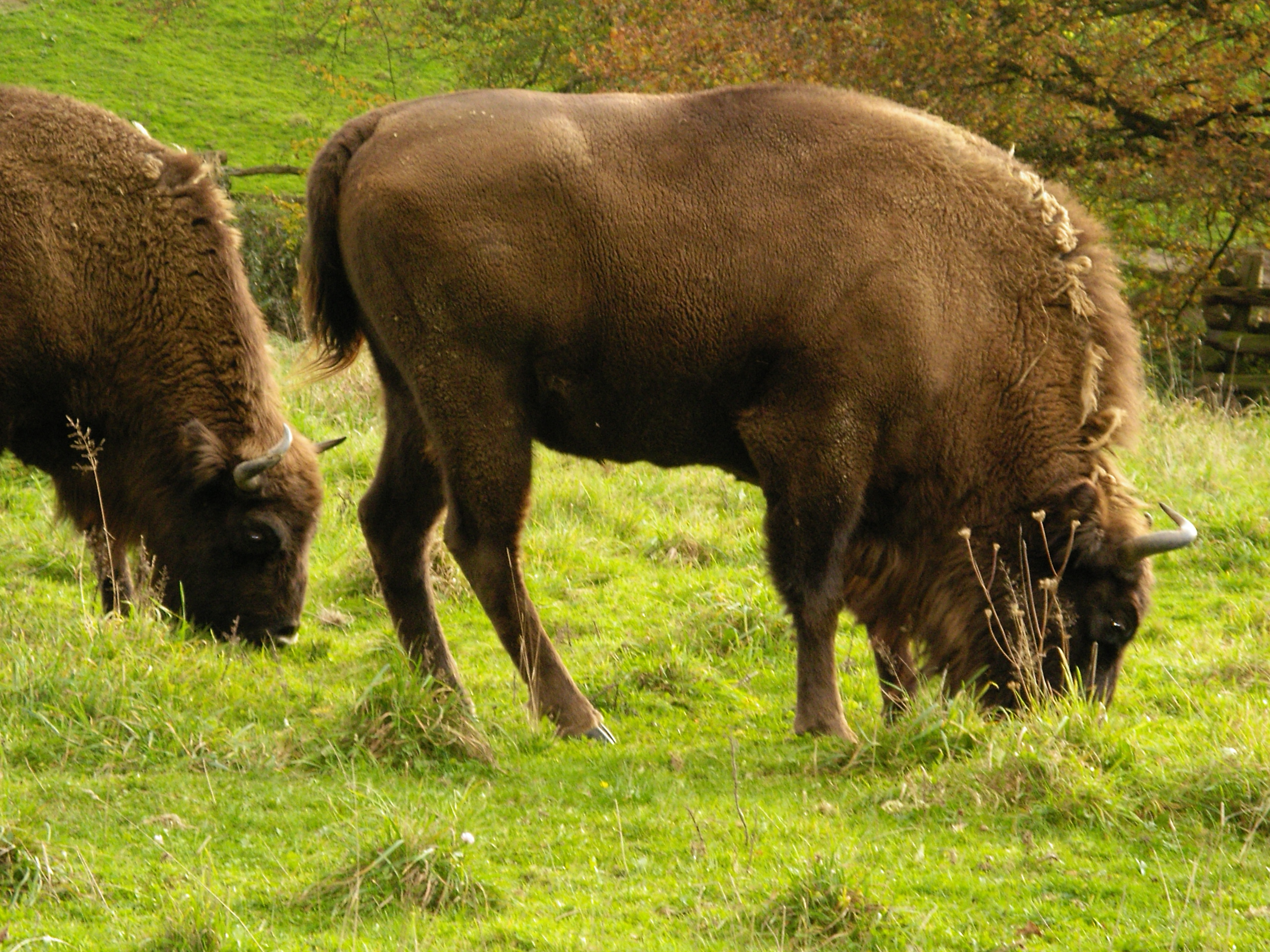
Wisent
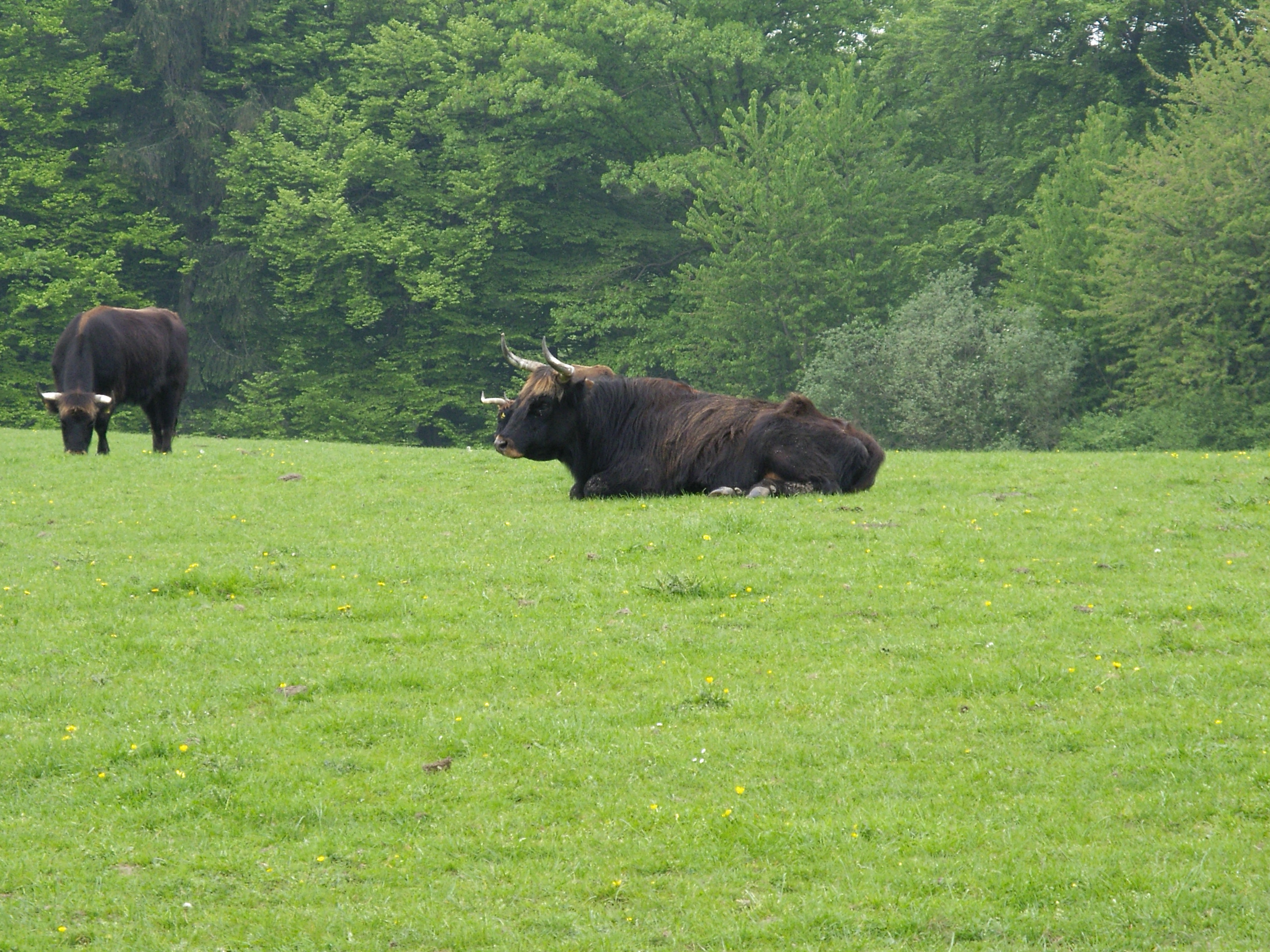
Heckrinder
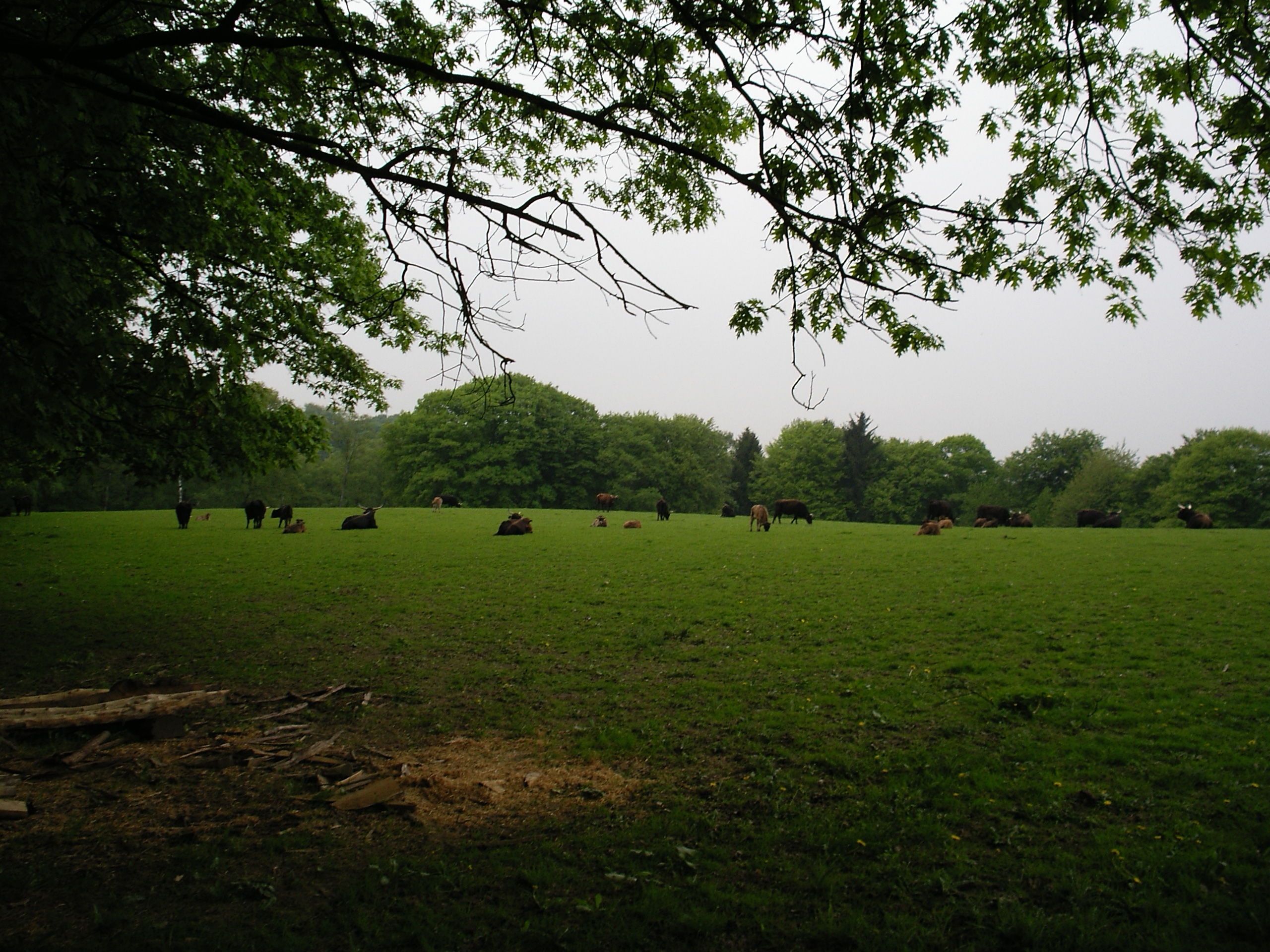
Heckrinder
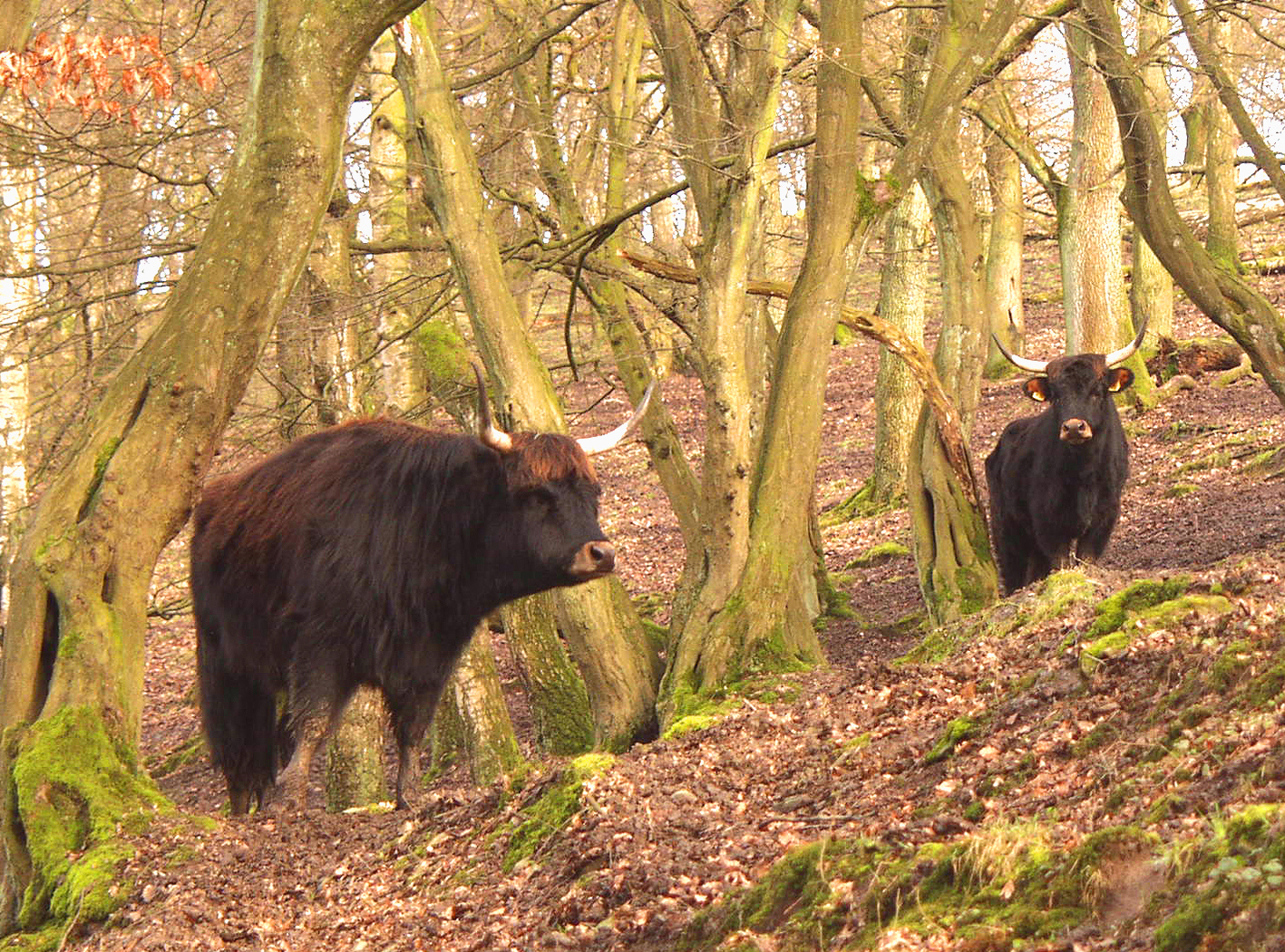
Heckrinder im Wald
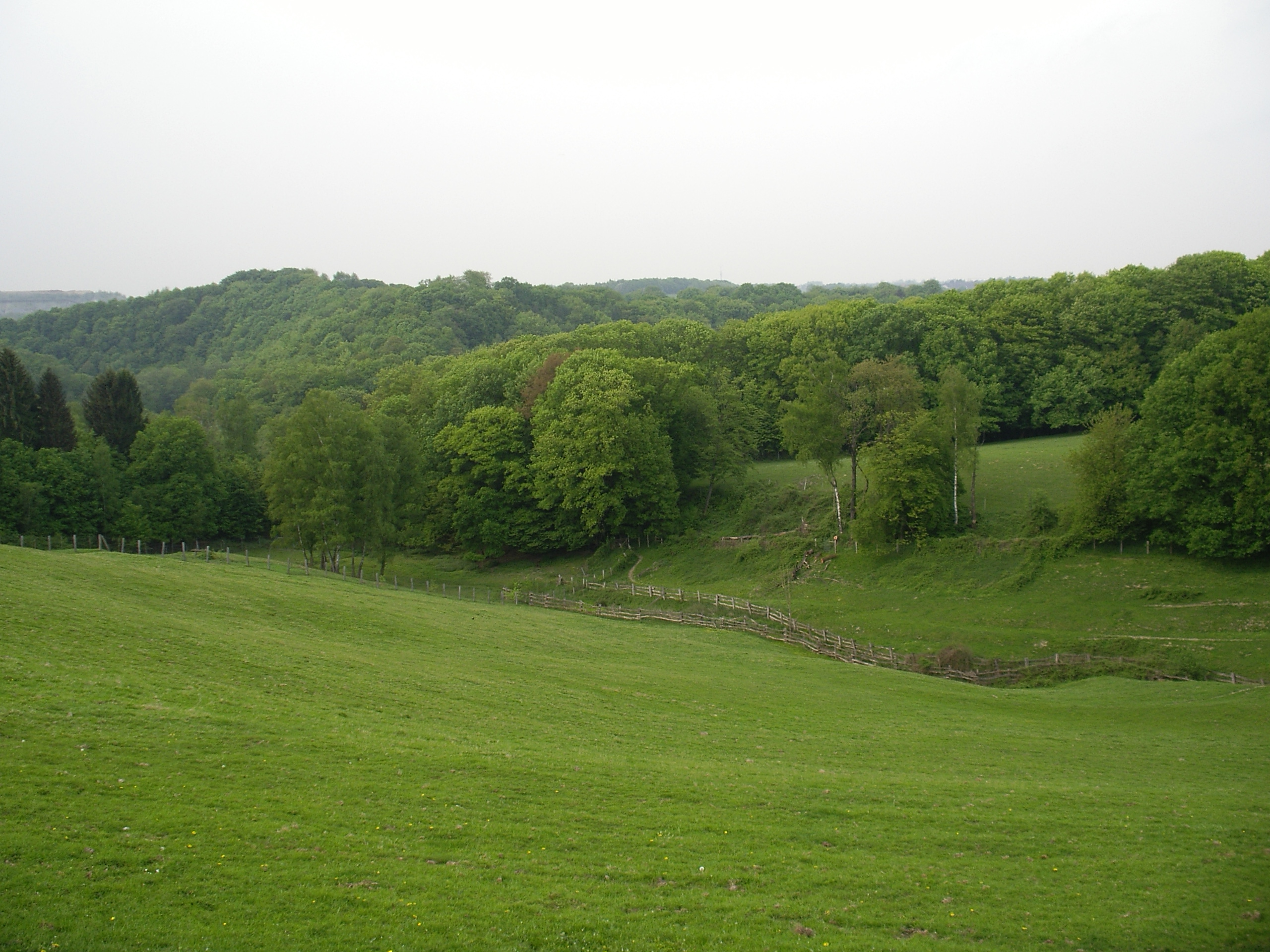
Teil des Wildgeheges
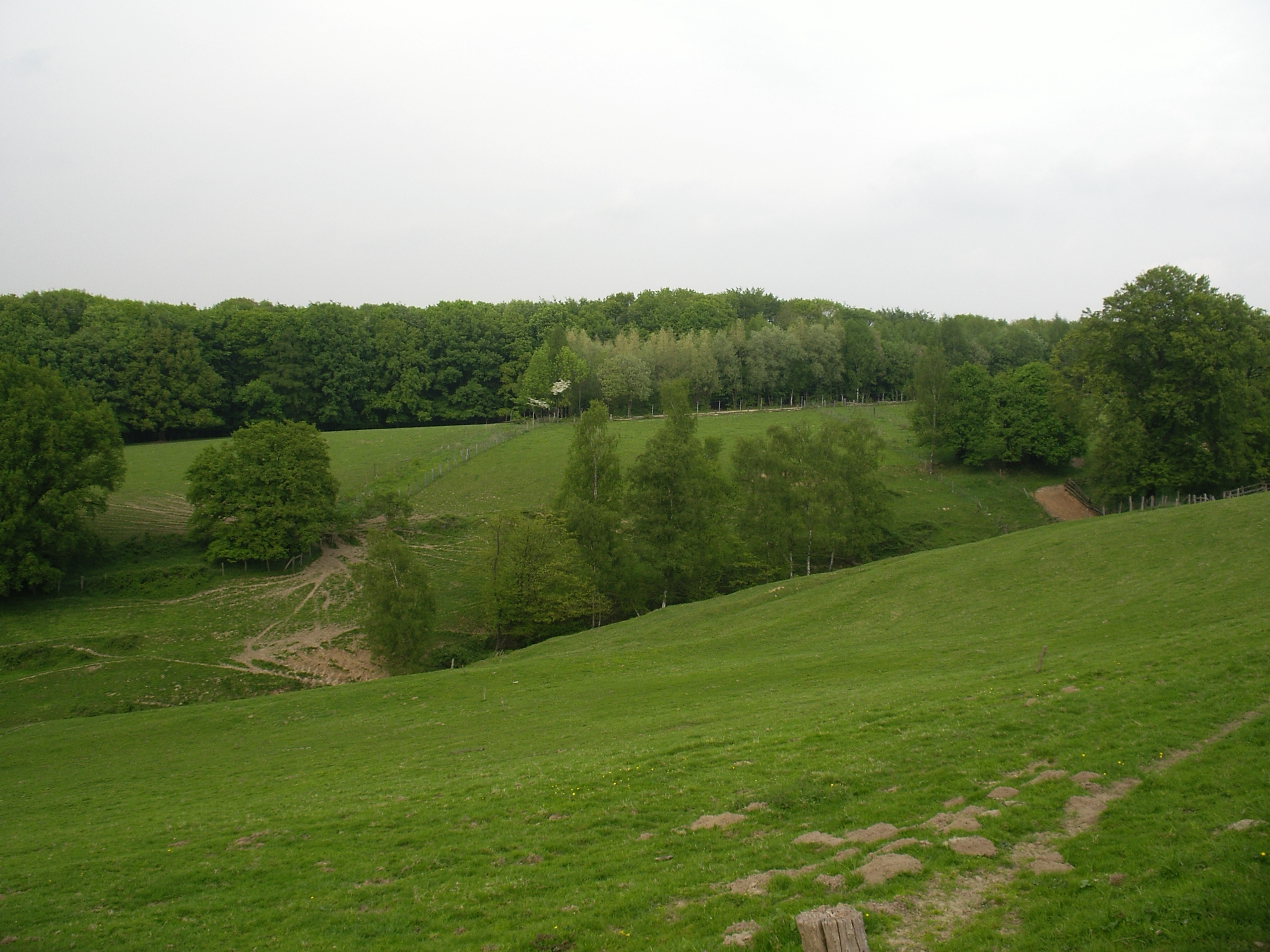
Teil des Wildgeheges
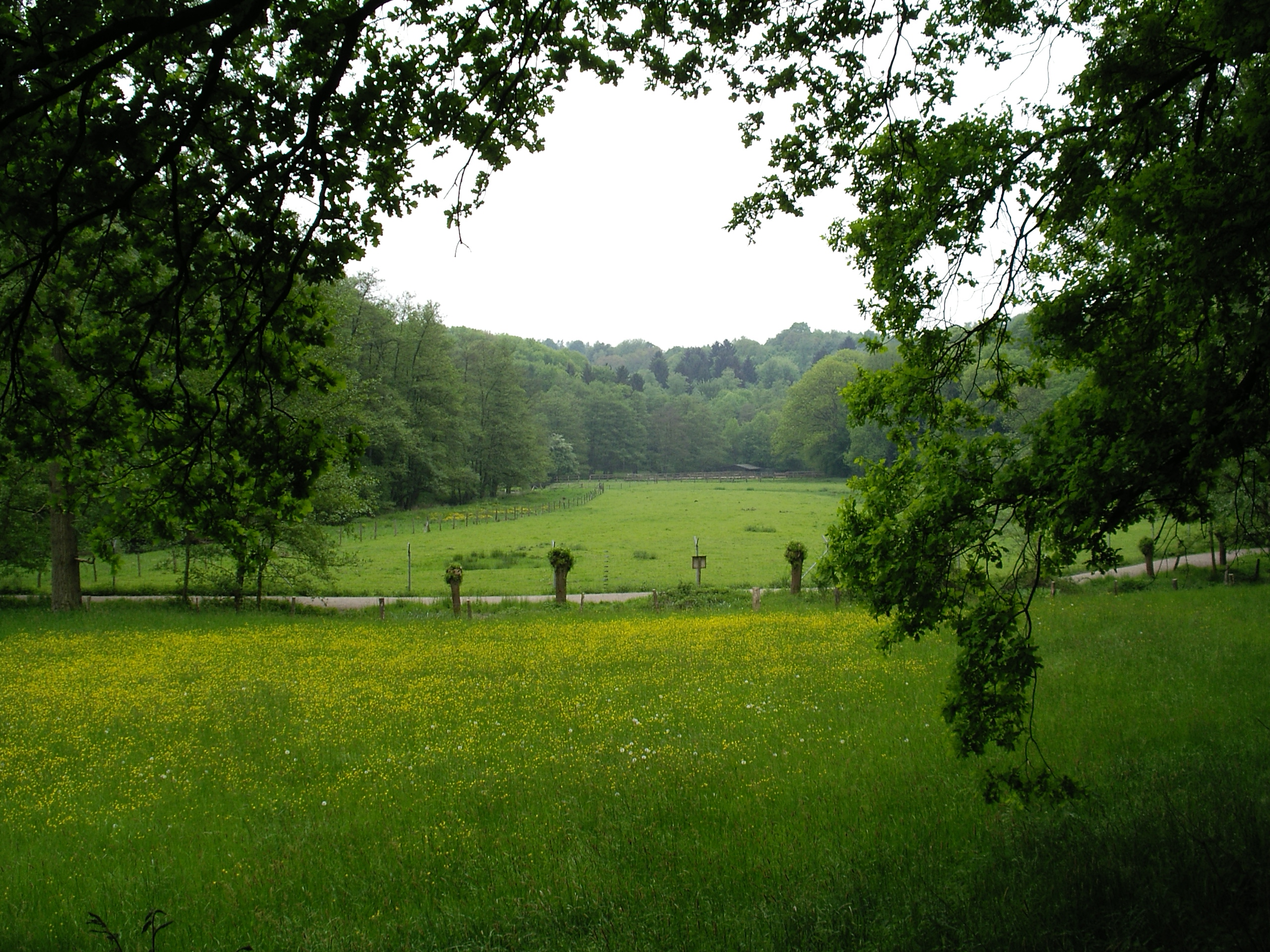
Teil des Wildgeheges
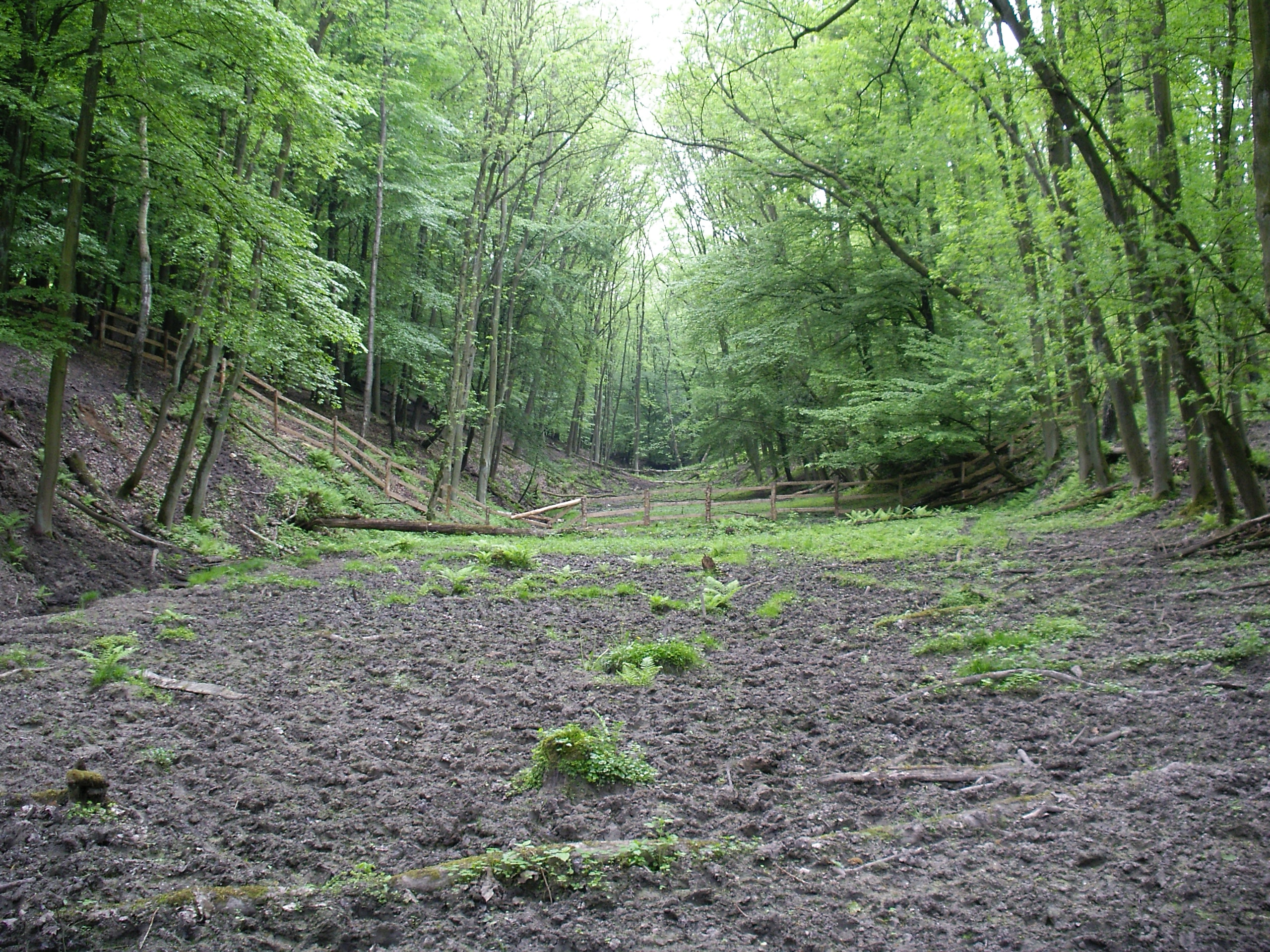
Teil des Wildgeheges – Rehbockbach